# Thismia bifida
Thismia bifida är en enhjärtbladig växtart som beskrevs av Mitsuru Hotta. Thismia bifida ingår i släktet Thismia och familjen Burmanniaceae. Inga underarter finns listade i Catalogue of Life.